# Alto Mearim e Grajaú (tiểu vùng)
Alto Mearim e Grajaú là một tiểu vùng thuộc bang Maranhão, Brasil. Tiều vùng này có diện tích 36684 km², dân số năm 2007 là 240248 người.